# Moravská Sázava
Moravská Sázava (německy Mährische Sasau) je řeka v České republice, která pramení v Čechách a její tok dál pokračuje na Moravě. Délka toku činí 54,3 km. Plocha povodí měří 508,4 km².

## Průběh toku
Řeka pramení na jihozápadním úbočí Bukové hory (958 m n. m.) v nadmořské výšce 780 metrů. Na horním toku protéká Moravská Sázava Výprachticemi a poté Sázavským údolím. Dále následují Albrechtice, obec Sázava a geomorfologický celek Lanškrounská kotlina.

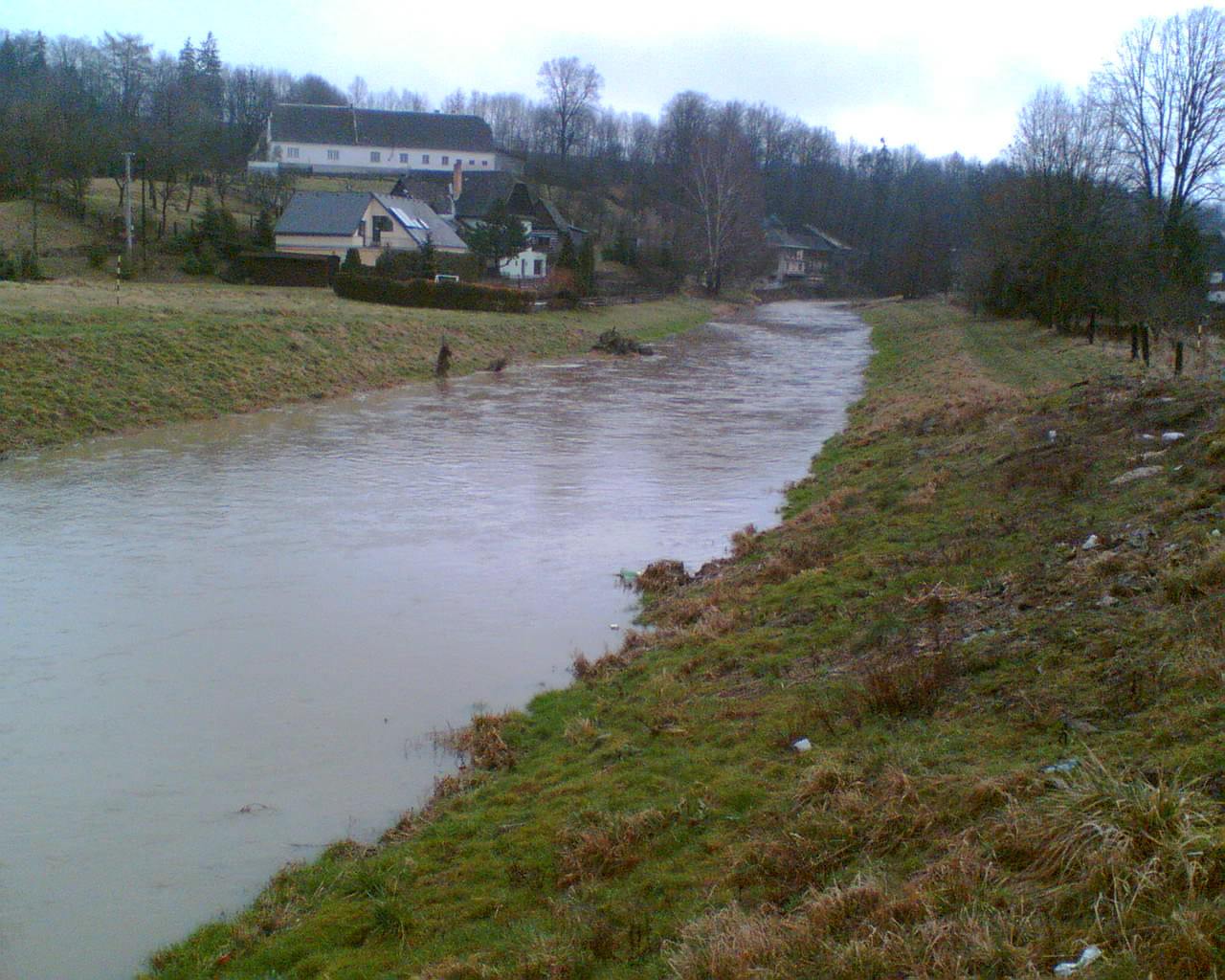
Moravská Sázava v Krasíkově

Mezi Žichlínkem a Krasíkovem řeka mění směr ze severo-jižního na přibližně západo-východní a odtéká směrem na Moravu. Poblíž obcí Krasíkov a Tatenice se řeka dostává do údolí, oddělujícího dva podcelky Zábřežské vrchoviny – Drozdovskou vrchovinu a Mírovskou vrchovinu. Vede tudy i významná železniční trať Praha–Bohumín. U soutoku Moravské Sázavy s Lukovským potokem, mezi Žichlínkem a Rychnovem na Moravě, se nachází Poldr Žichlínek, který je největší stavbou svého druhu v České republice.
Poblíž Hoštejna se do ní vlévá levostranný přítok, říčka Březná. Řeka protéká Přírodním parkem Březná a u Zábřehu se dostává do Mohelnické brázdy. V nadmořské výšce 264 metrů ústí u Zvole zprava do Moravy.

### Větší přítoky
- levé – Sázavský potok, Lubnický potok, Hraniční potok, Březná, Nemilka
- pravé – Kalný potok, Ostrovský potok, Lukovský potok, Rychnovský potok, Třebařovský potok, Ospitský potok, Bušínovský potok

## Vodní režim
Průměrný průtok Moravské Sázavy u ústí činí 4,52 m³/s.
Hlásné profily:
| místo       | říční km | plocha povodí | průměrný průtok (Qa) | stoletá voda (Q100) |
| ----------- | -------- | ------------- | -------------------- | ------------------- |
| Albrechtice | 43,03    | 35,59 km²     | 0,46 m³/s            | 35,7 m³/s           |
| Hoštejn     | 16,90    | 428,10 km²    | 4,21 m³/s            | 199,0 m³/s          |
| Lupěné      | 8,75     | 445,20 km²    | 4,35 m³/s            | 203,0 m³/s          |

## Vodácká charakteristika
Z toku řeky je sjízdných celkem 30 kilometrů. S obtížností WW I - ZWC je sjízdný úsek od Žichlínku po Lupěné, s obtížností ZWC pak od Lupěného až k ústí do Moravy.